# منبع‌شناسی طاهریان
این نوشتار منابع مرتبط با تاریخ طاهریان را معرفی و بررسی می‌نماید.

## زندگینامه‌های عمومی
- انساب الاشراف کتابی است در باب تاریخ و انساب عرب و مشاهیر آن در قرن سوم هجری و توسط احمد بلاذری (درگذشت  ۲۷۸–۲۷۹) تألیف شده‌است. کتاب با معرفی انساب پیامبران آغاز می‌گردد و پس از رسیدن به نسب اعراب، ترتیب انساب و تیره‌هایشان را شرح می‌دهد و در ضمن آنان به شرح تاریخ ان می‌پردازد، که به فهم آن زمینهٔ تاریخی یاری می‌رساند. کتاب همچنین شامل مطالبی پیرامون شرح ایام عرب و پس از آن با ذکر چندین بخش، اخبار خلفای اموی، عباسی و امرای آنان را روایت می‌کند.[۱]
- الوزراء و الکتاب اثری است که در قرن سوم یا چهارم توسط محمد بن عبدوس کوفی جهشیاری (۳۳۱ هجری) به رشتهٔ نگارش درآمده‌است و زندگی کتباً و وزرا از عصر محمد، پیامبر اسلام تا مقتدر عباسی (۳۲۰ هجری) را پوشش می‌دهد. این اثر همچنین دارای اطلاعاتی در باب امور کتابت و دیوان در ایران پیش از اسلام می‌باشد. علاوه بر آن، به چیرگی ایرانیان در دستگاه خلافت عباسی نیز می‌پردازد و روایات مربوط به دورهٔ نخستین خلفای عباسی و ایرانیان حاضر در دستگاه خلافت همچون ابومسلم خراسانی و برمکیان را بیان می‌دارد.[۲] آنچه اکنون از کتاب وی برجای مانده‌است، تا اوایل خلافت مأمون را دربرمی‌گیرد و با وزارت فضل بن سهل به پایان می‌رسد.[۳]
- وفیات الاعیان و انباء ابناء الزمان اثری است از احمد بن محمد برمکی مشهور به ابن خلکان که در قرن هفتم به نگارش درآمده‌است. در این کتاب به زندگی تعداد زیادی از دانشمندان، امیران و وزیران پرداخته شده‌است که مآخذ او کتب مختلف و افراد موثق در این زمینه بوده‌اند.[۴]

## تاریخ‌های عمومی
- تاریخ طبری: از جملهٔ این منابع می‌توان به تاریخ طبری اثر محمد بن جریر طبری (۲۲۴ – ۳۱۰ هجری) اشاره کرد، که در قرن سوم به نگارش درآمده‌است. این کتاب، تاریخ را از زمان خلقت آدم شروع می‌کند و سپس به نقل داستان پیامبران و پادشاهان قدیمی می‌پردازد. در بخش بعدی کتاب، طبری به نقل تاریخ پادشاهان ساسانی و سپس زندگی پیامبر اسلام، محمد، می‌پردازد. در این کتاب وقایع پس از شروع تاریخ اسلامی (مقارن با هجرت به مدینه) به ترتیب سال تنظیم شده‌است و تا سال ۳۰۲ هجری/۹۱۵ میلادی را در بر می‌گیرد.[۵] کتاب مزبور در باب روایت حوادث تاریخی دقت و توجه به جزئیات را مد نظر قرار داده و به صورت مفصل به شرح وقایع پرداخته‌است.[۶]
- اخبار الطوال تاریخ عمومی مختصری است که در قرن سوم توسط ابوحنیفه دینوری (۲۲۲–۲۸۲ هجری) نگارش شده‌است و دارای دو بخش پیش از اسلام و دورهٔ اسلامی می‌باشد. بخش اول از انبیای نخستین همچون آدم آغاز می‌شود و با گزارشی از ضعف دولت ساسانی پایان می‌پذیرد و بخش دوم نیز با توضیح فتوحات مسلمانان آغاز می‌شود و با شرح خلافت معتصم (۲۲۷ه. /۸۳۳ م) پایان می‌پذیرد. در کتاب به تحلیل رویدادها نیز پرداخته شده و دارای ارزش تاریخی و ادبی می‌باشد.[۷]
- تاریخ یعقوبی تاریخی عمومی است که در قرن سوم هجری است توسط احمد یعقوبی (درگذشت ۲۸۴ هـ) تألیف شده‌است. این کتاب مشتمل بر چند بخش است که در بخش نخست تاریخ جهان پیش از اسلام مربوط به انبیا و ملل گوناگون را شرح می‌دهد و در بخش بعد، تاریخ اسلام از ولادت محمد، پیامبر اسلام تا خلافت معتمد عباسی (۲۷۹ هجری/۸۹۲ م) را شرح می‌دهد. کتاب شامل اطلاعات جغرافیایی است و در رابطه با سازمان اداری و تشکیلاتی قرون دوم و سوم نیز نکاتی را بیان می‌کند.[۸]
- تاریخ بلعمی ترجمهٔ برگزیده‌ای از تاریخ طبری است، که در قرن چهارم توسط ابوعلی محمد بن بلعمی (درگذشت ۳۶۳ هجری) نگارش یافته‌است. کتاب از آفرینش تا حوادث مربوط به قرن چهارم را در بر می‌گیرد و نویسنده با برگزیدن یکی از چندین روایت و حذف اسناد آن و همچنین کامل نمودن روایات به وسیلهٔ دیگر منابعی که در اختیار داشته، به نوآوری روی آورده‌است.[۹]
- ملوک الارض و الانبیاء کتابی است در حوزهٔ تاریخ عمومی که توسط حمزه بن حسن اصفهانی (درگذشت بین سال‌های ۳۵۰ تا ۳۶۰) در قرن چهارم به نگارش درآمده‌است. این اثر دارای ده باب می‌باشد که نه باب آن مربوط به پیش از اسلام و تاریخ سلسله‌های دیگر ملل و باب دهم آن مربوط به عصر اسلامی می‌باشد. اکثر قسمت‌های کتاب به صورت مختصر به بیان گزارش پرداخته‌است، اما در باب تاریخ ایران از تفصیل بیشتری برخوردار است. اهمیت این کتاب به جهت اطلاعاتی است که در باب امرای خراسان و طبرستان به صورت جدا ارائه می‌دهد و دارای ارزش ادبی و زبانشناسی نیز می‌باشد.[۱۰]
- مروج الذهب و معادن الجوهر اثری در حوزهٔ تاریخ عمومی که در قرن چهارم هجری توسط ابوالحسن علی بن حسین مسعودی به تألیف درآمده‌است. این اثر دارای ۱۳۲ باب در دو بخش پیش و پس از اسلام می‌باشد، که از آدم آغاز گشته و با ذکر حوادث خلافت المطیع لله (درگذشت ۳۶۴ هجری) پایان یافته‌است. در این کتاب تاریخ ملل مختلف ذکر شده‌است و در بخش اسلام، همانند تعدادی دیگر از کتب عمومی، خلفا محور بحث قرار گرفته و اطلاعات پیرامون دیگر افراد حاضر در آن دوره بیان گشته‌است.[۱۱]
- التنبیه و الاشراف تاریخی عمومی‌است که در قرن چهارم هجری توسط ابوالحسن علی بن حسین مسعودی تألیف شده‌است. بخش پیش از اسلام این کتاب با مباحث جغرافیایی و نجومی آغاز شده و پس از بیان تاریخ ملل مختلف، به تاریخ اسلام پرداخته‌است و تا دوران خلافت مطیع را شرح داده‌است. این کتاب حاوی اطلاعاتی پیرامون تشکیلات اداری و همچنین رسوم حکومت‌داری در دورهٔ عباسیان است.[۱۲]
- تاریخ گردیزی از تاریخ‌های عام زبان فارسی است، که در قرن پنجم توسط گردیزی (درگذشت ۴۵۳ هجری) به نگارش درآمده‌است. موضوع کتاب، تاریخ جهان از آفرینش تا روزگار مؤلف را در بر می‌گیرد. کتاب در بخش پیش از اسلام به ایران و پس از اسلام نیز به خراسان بزرگ توجه بیشتری نشان داده‌است. مؤلف در بخش نخست به تاریخ ایران پیش از اسلام و صدر اسلام پرداخته‌است و در بخش بعد نیز به اخبار قدیم خراسان و تاریخ طاهریان، صفاریان، سامانیان و غزنویان توجه نشان داده‌است.[۱۳]
- الکامل فی التاریخ اثری است در باب تاریخ عمومی که در قرن هفتم هجری، توسط عز الدین ابن اثیر به نگارش درآمده‌است و به دو بخش قبل و بعد از اسلام تقسیم می‌شود، که مجموعاً حوادث رخ داده تا قرن هفتم هجری را در بر می‌گیرد. در این کتاب توجه ویژه‌ای به تاریخ غرب و شرق جهان اسلام شده‌است و در بخش تاریخ اسلام به صورت سالشمار نگاشته شده‌است. این اثر در نقل روایات تا اواخر قرن سوم، تکیهٔ کامل بر تاریخ طبری دارد. نویسندهٔ اثر معمولاً کاملترین وقایع را در ابتدا ذکر می‌کند و سپس وقایع کم‌اهمیت‌تر را به صورت فهرست‌وار بیان می‌نماید.[۱۴]

## تاریخ محلی
- تاریخ بغداد اثری است در رابطه با تاریخ شهر بغداد نوشته ابوالفضل احمد بن ابی طاهر طیفور (۲۰۴ تا ۲۰۶ هجری- ۲۸۰ هجری)، که در قرن سوم نگارش شده‌است و علاوه بر بیان تاریخ بغداد، روایاتی از خلفا و اطرافیان آنان و رویدادهای آن زمان را نیز در بر می‌گیرد. آنچه اکنون از این کتاب باقی است از ۲۰۴ هجری تا ۲۱۸ هجری را پوشش می‌دهد و می‌توان از طریق آن به اطلاعات ارزنده‌ای دربارهٔ خلفا و بزرگان دربار و زناشویی مأمون دست یافت. علاوه بر آن روایات تازه‌ای را دربارهٔ طاهر بن حسین و عده‌ای از شاعران و موسیقی‌دانان بیان می‌کند. طبری نیز برای نگارش تاریخ سلسلهٔ عباسی از این اثر بهره برده‌است و در نقاطی از کتاب او، می‌توان به سبک یکسان دو کتاب پی برد.[۱۵]
- تاریخ طبرستان و رویان و مازندران کتابی است در زمینهٔ تاریخ محلی که در قرن نهم توسط ظهیرالدین مرعشی به نگارش درآمده‌است و به نام یکی از سلاطین آل کیای گیلان نوشته شده‌است. محتوای کتاب مشتمل بر تاریخ مازندران و گیلان تا قرن نهم می‌باشد که سلسله‌ها و خاندان‌های محلی را در بر می‌گیرد و علاوه بر آن ذکری از نایبان خلیفه، داعیان و امرای خراسان و چندین سلسلهٔ دیگر را علاوه بر تاریخ بعضی از شهرهای طبرستان و چگونگی تشکیل خاندان مرعشی را در خود دارد.[۱۶]

## مطالعه بیشتر
- ورهرام، غلامرضا (۱۳۷۱)، منابع تاریخ ایران در دوران اسلامی، تهران: امیرکبیر